# Dashu (sockenhuvudort i Kina, Jiangxi Sheng, lat 29,28, long 116,26)
Dashu är en sockenhuvudort i Kina. Den ligger i provinsen Jiangxi, i den sydöstra delen av landet, omkring 76 kilometer nordost om provinshuvudstaden Nanchang. Antalet invånare är 31 407. Befolkningen består av 16 064 kvinnor och 15 343 män. Barn under 15 år utgör 26,0 %, vuxna 15-64 år 67 %, och äldre över 65 år 6,0 %.
Runt Dashu är det tätbefolkat, med 266 invånare per kvadratkilometer. Närmaste större samhälle är Tutang, 17,8 km nordost om Dashu. Trakten runt Dashu består till största delen av jordbruksmark.
Genomsnittlig årsnederbörd är 2 294 millimeter. Den regnigaste månaden är maj, med i genomsnitt 338 mm nederbörd, och den torraste är januari, med 74 mm nederbörd.